# 燕子薹草
燕子薹草（学名：Carex cremostachys）为莎草科薹草属的植物，为中国的特有植物。分布于中国大陆的四川西部、云南西北部等地，生长于海拔3,000米至3,300米的地区，多生在河谷林下以及阴湿处，目前尚未由人工引种栽培。